# جون دبليو. توماس (سياسي)
جون دبليو. توماس (بالإنجليزية: John W. Thomas)‏ هو سياسي أمريكي، ولد في 31 مارس 1846، وتوفي في 8 مارس 1925. حزبياً، نشط في الحزب الجمهوري. وقد انتخب عضو جمعية ولاية ويسكونسن.